# Alfredo Giuffre
Alfredo Giuffre fue un luchador profesional argentino, personificó a  El Ejecutivo en Titanes en el Ring, la creación de Martín Karadagián.

## Biografía
Giuffre comenzó su carrera profesional en los años 70, en 1977 interpretó a El Ejecutivo que hacia su entrada al ring acompañado por una secretaria que le acercaba los llamados telefónicos y la agenda del día. Giuffre también personifico otros personajes en Titanes  .Tio Rico, Gran Pan, Richard Schuman, El Androide de Oro, incluyendo a El Vaquero Smith. y El Androide de Plata, dos personajes que no alcanzaron la popularidad de El Ejecutivo.
En 2012 Alfredo Giuffre murió tragicamente al sufrir un accidente mientras circulaba en bicicleta por el barrio porteño de Liniers.